# Wilkin Ramírez
Wilkin Emilio Ramírez, né le 25 octobre 1985 à Baní (République dominicaine), est un joueur dominicain de baseball évoluant en Ligue majeure de baseball avec les Twins du Minnesota.

## Carrière

### Tigers de Détroit
Wilkin Ramírez est recruté comme agant libre amateur en 2003 par les Tigers de Détroit. Il évolue six saisons en Ligues mineures avant d'effectuer ses débuts en Ligue majeure le 20 mai 2009. Au cours de cette première au plus haut niveau, il réussit un coup de circuit lors de son troisième passage au bâton. Wilkin est le premier Tiger à frapper un coup de circuit lors de sa première apparition en Ligue majeure depuis Reggie Sanders, le 1er septembre 1974.

### Braves d'Atlanta
Après seulement 15 matchs joués pour les Tigers, Ramírez est transféré aux Braves d'Atlanta le 31 juillet 2010. Après une année entière dans les ligues mineures, il revient dans les majeures pour 20 parties chez les Braves en 2011.

### Twins du Minnesota
Il signe en novembre 2011 un contrat des ligues mineures avec les Twins du Minnesota.

## Statistiques
En saison régulière
| Statistiques de frappeur |         |    |    |   |   |    |    |    |     |    |      |
| Saison                   | Équipe  | J  | AB | R | H | 2B | 3B | HR | RBI | SB | BA   |
| 2009                     | Détroit | 15 | 11 | 6 | 4 | 0  | 0  | 1  | 3   | 0  | .364 |
| Totaux                   | Totaux  | 15 | 11 | 6 | 4 | 0  | 0  | 1  | 3   | 0  | .364 |

Note: J = Matches joués; AB = Passages au bâton; R = Points; H = Coups sûrs; 2B = Doubles; 
3B = Triples; HR = Coup de circuit; RBI = Points produits; SB = buts volés; BA = Moyenne au bâton 